# Where It All Began (Dan + Shay)
Where It All Began è il primo album in studio del duo di musica country statunitense Dan + Shay, pubblicato nel 2014.

## Tracce
1. Show You Off – 3:03
2. Stop Drop + Roll – 3:17
3. 19 You + Me – 3:37
4. What You Do to Me – 3:30
5. Can't Say No – 2:54
6. First Time Feeling – 3:59
7. Nothin' Like You – 3:06
8. Somewhere Only We Know – 3:06
9. Parking Brake – 3:36
10. I Heard Goodbye – 3:42
11. Party Girl – 3:53
12. Close Your Eyes – 3:57